# Adolf Bernhardi
Adolf Bernhardi (né le 30 mars 1808 à Königsberg et mort le 25 décembre 1883 à Tilsit) est pharmacien, conseiller municipal et député du Reichstag.

## Biographie
Bernhardi fait ses études au lycée de la vieille ville de Königsberg en Prusse et étudie la pharmacie à l'université de Berlin de 1831 à 1832. En 1848, il reprend la pharmacie des faucons à Tilsit, où il est conseiller municipal de 1846 à 1850. De 1856 à 1870, il est membre du Parlement provincial de Prusse. En 1858, il est élu au conseil municipal pour la première fois, mais n'est pas confirmé par le gouvernement royal. Cette élection et cette non-confirmation se répètent trois autres fois jusqu'à ce qu'il soit finalement confirmé sous la nouvelle ère. En 1866, il est à nouveau élu à l'unanimité à deux reprises et les deux fois non confirmés, après quoi il est de nouveau confirmé en 1867 après une nouvelle élection.
Entre 1870 et 1879, il est membre de la Chambre des représentants de Prusse et entre 1874 et 1878 du Reichstag chacun pour la 1re circonscription du district de Gumbinnen (de) avec le Parti progressiste.